# Битва за Букаву (2025)
Битва за Букаву (фр. Bataille de Bukavu; также наступление на Букаву) — операция по захвату столицы конголезской провинции Южное Киву, произошедшая 5—16 февраля 2025 года в ходе наступления «Движения 23 марта» на ДР Конго, между Движением 23 марта и Руандой с одной стороны и конголезскими правительственными войсками при поддержке войск ООН и Бурунди с другой.

## Предыстория
В 2022 году М23 возобновило своё существование. С марта 2022 года Руанда участвует в конфликте с ДР Конго. После падения Гомы М23 и Руанда начали продвижение в сторону Южного Киву.

## Ход событий
5 февраля 2025 года силы M23 захватили стратегический шахтерский город Ньябибве, расположенный между Гомой и Букаву. 7 февраля власти Букаву закрыли учебные заведения.
Наступление возобновилось на рассвете 11 февраля 2025 года, когда силы M23 и Руанды взяли Ихуси и Мухонгозой. Это место имело стратегическое значение из-за его близости к критически важным объектам инфраструктуры, расположенным примерно в 40 километрах от военного аэропорта Кавуму и в 70 километрах от Букаву.
13 февраля 2025 года силы M23 захватили Калехе.
14 февраля 2025 года силы M23 окружили и взяли под свой контроль аэропорт Кавуму, расположенный примерно в 30 километрах от Букаву. Местные свидетели сообщили, что наблюдали отступление правительственных сил из этого района во время противостояния.
Вскоре после этого повстанцы M23 начали свое продвижение в Букаву через городские районы Багира и Казингу, продвигаясь к центру города. Местные жители задокументировали движение повстанцев, на видеозаписи показан их марш в район Багиры. Продвижение сопровождалось сообщениями о стрельбе в различных частях города.
16 февраля правительство ДР Конго сообщило, что Букаву пал. Войска M23 столкнулись с очень небольшим сопротивлением со стороны вооруженных сил Конго. Несколько человек в толпе приветствовали и призвали M23 выступить маршем в Киншасу.